# Barta Gábor (történész)
Barta Gábor (Budapest, 1943. február 2. – Budapest, 1995. január 22.) történész. Munkássága során elsősorban a 15-17. századi Magyarország történetével foglalkozott, különös tekintettel Erdélyre, valamint a magyarországi török világra.

## Családja
Apja Barta János irodalomtörténész a Magyar Tudományos Akadémia tagja volt, anyja Heinrich Terézia. Testvére, ifjabb Barta János, (1940–) szintén történész lett. Családjával 1952-től Debrecenben élt.

## Tanulmányai, munkássága
1961-ben érettségizett Debrecenben. 1966-ban a Debrecen Kossuth Lajos Tudományegyetemen történelem–francia–latin szakos tanári oklevelet szerzett. 1971-ben Lengyelországban UNESCO-ösztöndíjjal végzett tanulmányokat. 1985-ben a történelemtudomány kandidátusa lett.
1966–1972 között a Magyar Tudományos Akadémia Történettudományi Intézet gyakornoka, majd tudományos segédmunkatársa, illetve 1972–1988 között tudományos munkatársa, majd 1988–1991 között tudományos főmunkatársa volt. Párhuzamosan a pécsi Janus Pannonius Tudományegyetem történelem tanszékén volt adjunktus, majd docens (1986–1990). 1991–1995 között a debreceni Kossuth Lajos Tudományegyetem bölcsészettudományi kara középkori magyar történeti tanszékének volt tanszékvezető egyetemi docense. 
Tudományos pályafutását kezdetén klasszika-filológiával foglalkozott, Balla Lajos tanítványaként a római birodalom dunai tartományainak történetét kutatta. Később érdeklődése az Erdélyi Fejedelemség és Magyarország 15–16. századi története felé fordult. Tanulmányozta a Dózsa György-féle parasztfelkelést és a mohácsi csata korának történetét. Értékes tudománynépszerűsítő tevékenységet és archontológiai kutatásokat is végzett.
A Farkasréti temetőben helyezték örök nyugalomra.

## Főbb művei
- Bemerkungen zur Kriegsgeschichte Daziens. (Acta Classica Universitatis Debreceniensis, 1966)
- 1514. (Bp., 1972)
- Dózsa népe és a magyar társadalom. Szakály Ferenccel. (Társadalmi Szemle, 1972)
- Az 1514. évi parasztháború és a Dunántúl. (Vasi Szemle, 1973)
- Parasztháború 1514-ben. Fekete-Nagy Antallal. (Bp., 1974)
- Georgius Zekeltől Dózsa Györgyig. (Századok, 1975)
- Mohács ürügyén – szaktudomány és ismeretterjesztés. (Jelenkor, 1976)
- Keresztesek áldott népe. A Dózsa György-féle parasztfelkelés. (Bp., 1977)
- Illúziók esztendeje. Megjegyzések a Mohács utáni kettős királyválasztás történetéhez. (Történelmi Szemle, 1977; franciául: Acta Historica, 1977)
- Az 1514. évi parasztháború mezőtúri epizódja. (Jászkunság, 1978)
- Az erdélyi fejedelemség születése. (Magyar História. Bp., 1979; 2. kiad. 1985)
- A Sztambulba vezető út. 1526–1528. (Gyorsuló idő. Bp., 1983; franciául: 1994)
- A mohácsi csatától a sztambuli egyezségig. Kand. értek. (Bp., 1984)
- Nándorfehérvár, 1456. (Bp., 1985)
- Vajon kié az ország? (Labirintus. Bp., 1988; 2. kiad. 1993)
- Erdély. Írta és összeáll. (Bp., 1989)
- III. Béla király jövedelmei. Megjegyzések középkori uralkodóink bevételeiről. Barta Jánossal. (Századok, 1993)
- Erdély története 1–3. Többekkel. (Bp., 1986; angolul: New York, 2001–2002)
- Erdély rövid története. Köpeczi Bélával. (Bp., 1988; 2. kiad. 1993; franciául: 1992; angolul: 1994)
- Mátyás király. 1458–1490. (Bp., 1990)
- Két tárgyalás Sztambulban. Hyeronimus Laski tárgyalása a töröknél János király nevében. – Habardanecz János jelentése 1528. nyári tárgyalásairól. Összeáll. A tanulmányokat és a jegyzeteket Fodor Pállal írta. (Régi magyar könyvtár. Bp., 1996).

## Elismerés
- Akadémiai Díj (1987)